# LADSPA
LADSPA (англ. Linux Audio Developer's Simple Plugin API) — вільний стандарт та інструментарій для створення (SDK) програмних обробників звуку (зокрема, ефектів) у формі плаґінів до програм, що працюють з аудіо.
Ефекти LADSPA підтримуються в Ardour, Audacity, Csound, Pure Data й інших вільних аудіопрограмах, тому одні й ті ж ефекти можна використовувати в них усіх. На базі LADSPA написано чимало звукових ефектів, зокрема набір Стіва Гарріса [Архівовано 22 січня 2021 у Wayback Machine.], що містить понад 90 плаґінів.
LADSPA було розроблено у 2000-2002 роках, і задум передбачав певний мінімалізм технічної специфікації. Тепер існує проект LV2, що має більшу гнучкість, і покликаний замінити собою LADSPA. Аналогічним стандартом, тільки для створення програмних синтезаторів, є DSSI.